# Котєшевський Дмитро Іванович
Дмитро́ Іва́нович Котєше́вський (Котишевський) (27 жовтня 1977 — 13 жовтня 2014) — солдат 19-го батальйону територіальної оборони Збройних сил України, загинув в ході російсько-української війни.

## Життєпис
Народився 1977 року в Тернуватому Запорізької області (також вказується Новопетрівське, Новоодеський район). Згодом переїхав з батьками в Новопетрівське, де й закінчив ЗОШ. Вступив до Новоодеського СПТУ № 16; здобув професію «тракторист — машиніст». 1995 року був призваний до армії. По демобілізації деякий час працював за професією в Миколаєві.
Навесні 2014 року пішов добровольцем пішов до лав ЗСУ; старший стрілець, 19-й батальйон територіальної оборони.
Загинув 13 жовтня 2014-го поблизу Білокам'янки, тоді ж полягли старший лейтенант Гліб Григораш, старший лейтенант Григорій Береговенко та солдат Володимир Бабич — о 18:30 при поверненні з розвідки підірвалися на фугасі.
Похований у селі Новопетрівське.

## Нагороди і вшанування
За особисту мужність і героїзм, виявлені у захисті державного суверенітету та територіальної цілісності України, вірність військовій присязі під час російсько-української війни, відзначений — нагороджений
- орденом «За мужність» III ступеня (посмертно)
- Його портрет розміщений на меморіалі «Стіна пам'яті полеглих за Україну» у Києві: секція 4, ряд 3, місце 40
- Вшановується 12 жовтня на щоденному церемоніалі вшанування українських захисників, які загинули цього дня в різні роки внаслідок російської збройної агресії[1]
- В листопаді 2015 року відкрито пам'ятну дошку в Новопетрівській ЗОШ на честь Дмитра Івановича Котєшевського, Василя Васильовича Решетняка й Масного Сергія Анатолійовича